# Coupe d'Italie de football 1987-1988
Navigation
Coupe d'Italie 1986-1987 Coupe d'Italie 1988-1989
La Coupe d'Italie de football 1987-1988, est la 41e édition de la Coupe d'Italie.
Au premier tour les quarante-huit participants sont répartis dans huit groupes dont les deux premiers se qualifient pour les huitièmes de finale. La finale se joue sur deux matches.

## Résultats

### Quarts de finale
Les matchs des quarts de finale se déroulent le 10 février et le 2 mars 1988. En cas d'égalité la règle du but à l'extérieur est appliquée sinon il y a une séance de tirs au but.
| Équipe                        | Aller | Total | Retour | Équipe   |
| ----------------------------- | ----- | ----- | ------ | -------- |
| Inter Milan                   | 2 - 1 | 3 - 1 | 1 - 0  | Empoli   |
| Unione Sportiva Avellino 1912 | 1 - 1 | 1 - 2 | 0 - 1  | Juventus |
| Sampdoria                     | 4 - 2 | 5 - 3 | 1 - 1  | Ascoli   |
| Torino                        | 1 - 1 | 4 - 3 | 3 - 2  | Napoli   |

### Demi-finales
Les matchs des demi-finales se déroulent le 6 et le 20 avril 1988.
| Équipe      | Aller | Total | Retour | Équipe    |
| ----------- | ----- | ----- | ------ | --------- |
| Inter Milan | 0 - 0 | 0 - 1 | 0 - 1  | Sampdoria |
| Torino      | 2 - 0 | 3 - 2 | 1 - 2  | Juventus  |

### Finale
| Finale aller | Sampdoria | 2 - 0   | Torino | Stade Luigi-Ferraris, Gênes |                           |
| 5 mai 1988   |           | (2 - 0) |        | Arbitrage : Paolo Casarin   | Arbitrage : Paolo Casarin |

---
| Finale retour | Torino | 2 - 1   | Sampdoria | Stadio Communale, Turin   |                           |
| 13 juin 1987  |        | (2 - 0) |           | Arbitrage : Luigi Agnolin | Arbitrage : Luigi Agnolin |

La Sampdoria remporte sa deuxième coupe d'Italie.